# Helen Garner

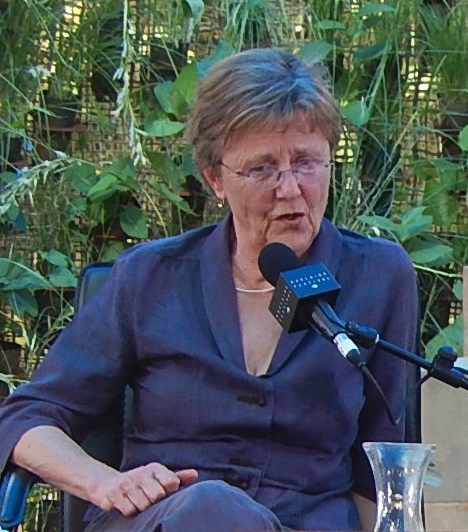
Helen Garner (2015)

Helen Garner (geboren 7. November 1942 in Geelong) ist eine australische Schriftstellerin und Drehbuchautorin.

## Leben
Helen Garner studierte Englisch und Französisch an der Universität Melbourne. Sie arbeitete ab 1966 als Lehrerin an verschiedenen High Schools im Bundesstaat Victoria. 1968 heiratete sie den Schauspieler Bill Garner; die Ehe wurde 1971 geschieden; ihre Tochter ist die Schauspielerin Alice Garner. Sie war danach noch mit Jean-Jacques Portail (1980–1985) und mit dem Schriftsteller Murray Bail verheiratet. Garner wurde 1972 aus dem Schuldienst entlassen, als sie den dreizehnjährigen Schülern Sexualkundeunterricht gab, was im Schulplan nicht vorgesehen war.
In erster Roman Monkey Grip weckte 1977 in Australien das Interesse an weiblichen Autoren und sorgte auch dafür, dass Schriftstellerinnen wie Jessica Anderson und Thea Astley wahrgenommen wurden. Garner schrieb seither in verschiedenen Rhythmen Sachbücher, Romane, Kurzgeschichten und Essays. Sie verfasste zu drei Filmen die Drehbücher: Monkey Grip (1982), Regie: Ken Cameron; Two Friends (1986), Regie: Jane Campion und The Last Days of Chez Nous (1992) unter der Regie von Gillian Armstrong.
Ihre Kurzgeschichte The Children's Bach war 2008 für den australischen Komponisten Andrew Schultz die Vorlage für eine gleichnamige Oper. Für ihre True-Crime-Story This house of grief hat Garner sieben Jahre lang einen Mordprozess begleitet, in dem ein geschiedener Ehemann schließlich rechtskräftig verurteilt wurde, weil er seine drei Söhne nach einem Vatertag in einem Baggersee ertränkte.
Garner gewann wiederholt australische Literaturpreise, so für eine im Time Magazine 1993 veröffentlichte Kriminalreportage den „Walkley Award“ für Non-Fiction, den „Melbourne Prize for Literature“, den „Victorian Premier’s Literary Award for Fiction“, den „Queensland Premier’s Award for Fiction“ und den „Barbara Jefferis Award“, zweimal, 2005 und 2015, einen Ned Kelly Award für Non-Fiction und 2016 den „Windham-Campbell Prize for Non-Fiction“.

## Werke (Auswahl)
- Monkey Grip. Roman. 1977
- Honour & Other People's Children: Two Stories. 1980
  - Die Kinder anderer Leute : zwei Erzählungen. Übersetzung  Lina Phyllis Falkner, Nora Matocza. Berlin-Verlag, Berlin 2011.
- The Children's Bach. Roman.  McPhee Gribble, Fitzroy, Vic. 1984.
  - Das Haus an der Bunker Street. Übersetzung: Nora Matocza, Gerhard Falkner. Berlin-Verlag, Berlin 2010.[3]
- Postcards from Surfers. Kurzgeschichten. McPhee Gribble, Fitzroy, Vic. 1985.
- Cosmo Cosmolino. Roman. McPhee Gribble, Ringwood, Vic. 1992.
- The last days of Chez Nous ; &, Two friends. McPhee Gribble, Ringwood, Vic. 1992.
- The First Stone : some questions about sex and power. Bloomsbury, London 1995.
- True Stories: Selected Non-Fiction. Text Pub., Melbourne 1996.
- My Hard Heart: Selected Fictions. Viking, Ringwood, Vic. 1998.
- The Feel of Steel. Picador, Sidney 2001.
- Jo Cinque’s Consolation. Pan MacMillan, Sydney 2004.
- The spare room. Henry Holt, New York 2009.
  - Das Zimmer. Übersetzung  Nora Matocza, Gerhard Falkner. Berlin-Verlag, Berlin 2009; auch als Hörbuch, gesprochen von Sibylle Kuhne.
- This house of grief : The Story of a Murder Trial. Text Publishing, Melbourne 2014.
  - Drei Söhne: Ein Mordprozess und seine Geschichte. Übersetzung: Lina Falkner. Berlin-Verlag, Berlin 2016.
- Everywhere I Look. Text Publishing, Melbourne 2016.
- Yellow Notebook: Diaries Volume I 1978–1987. Text Publishing, Melbourne 2019.
- One Day I’ll Remember This: Diaries 1987–1995. Text Publishing, Melbourne 2020.
- How to End a Story: Diaries: 1995–1998. Text Publishing, Melbourne 2021.